# Boise (U-Boot)
Die USS Boise (SSN-764) ist ein Atom-U-Boot der United States Navy und gehört der Los-Angeles-Klasse an. Sie wurde nach der Stadt Boise in Idaho benannt.

## Geschichte
SSN-764 wurde 1987 in Auftrag gegeben. Im August 1988 wurde bei Newport News Shipbuilding der Kiel des Bootes gelegt, am 23. März 1991 lief der Rumpf der Boise vom Stapel, außerdem erfolgte die Schiffstaufe. Nach der Endausrüstung und einigen Erprobungsfahrten wurde das U-Boot Ende 1992 offiziell in Dienst gestellt.
2002 fuhr das Boot mit der Trägerkampfgruppe um die John F. Kennedy und nahm dabei an der Operation Enduring Freedom teil. Ein Jahr später war die Boise an der Operation Iraqi Freedom beteiligt, während der Eröffnungsphase der Invasion der US-Streitkräfte schoss das U-Boot aus dem Vertical Launching System seine zwölf BGM-109 Tomahawk auf Landziele im Irak ab. Der damalige Kommandant der Boise, Cmdr. James M. Kuzma, erhielt dafür den Bronze Star.
Ende 2006 verlegte die Boise für rund sieben Monate, wobei sie die Erde komplett umkreiste und vorwiegend Operationen im Pazifik und Indischem Ozean durchführte. Im Sommer 2008 verließ das U-Boot seinen Hafen für eine sechsmonatige Fahrt in europäische Gewässer. 2010 wiederholte die Boise diese Fahrt.
2017 wurde das Boot außer Dienst gestellt, nachdem ihm die Zertifizierung für Tauchfahrten entzogen worden war. Seitdem befindet sich das Boot in der Newport News Shipbuilding-Werft in Norfolk. Für die Wartungsarbeiten wurden zuerst 15 Monate angesetzt. Später wurden daraus 25 Monate, mittlerweile rechnet man mit einer Inbetriebnahme nicht vor 2023 oder später und Kosten in der Höhe von rund 350 Millionen US-Dollar inklusive einer Erneuerung und einem umfangreicher Wartung des nuklearen Antriebssystems.